# Hewa Bora Airways
Hewa Bora Airways – kongijska linia lotnicza z siedzibą w Kinszasie. Głównym węzłem jest port lotniczy Kinszasa. Linie te znajdowały się na europejskiej liście zakazanych przewoźników. Nie mogły lądować w krajach Unii Europejskiej ze względów bezpieczeństwa. 8 lipca 2011 roku Boeing 727 należący do tych linii rozbił się podchodząc do lądowania w Kinszasie; w wypadku zginęły 74 osoby.
W języku Suahili "hewa bora" oznacza "świeże powietrze".